# Microdipoena nyungwe
Microdipoena nyungwe is een spinnensoort in de taxonomische indeling van de Mysmenidae.
Het dier behoort tot het geslacht Microdipoena. De wetenschappelijke naam van de soort werd voor het eerst geldig gepubliceerd in 1989 door L. Baert.